# Comté de Madison (Illinois)
Pour les articles homonymes, voir Comté de Madison.
Le comté de Madison, Illinois est situé en Métro-Est et a pour capitale Edwardsville.

## Comtés voisins
| Nord-Ouest : Comté de Jersey & Comté de Saint Charles (Missouri) | Nord : Comté de Macoupin   | Nord-Est : Comté de Montgomery |
| Ouest : Comté de Saint Louis (Missouri)                          | Comté de Madison           | Est : Comté de Bond            |
| Sud-Ouest : Saint-Louis (Missouri)                               | Sud : Comté de Saint Clair | Sud-Est : Comté de Clinton     |

## Villes
- Alton
- Wood River
- Granite City
- Collinsville
- Highland
- Edwardsville
- Troy
- Bethalto
- Godfrey
- Glen Carbon
- Marine
- Pontoon Beach

## Transports
- Interstate 55
- Interstate 70
- Interstate 255
- Interstate 270
- Illinois Route 255
- U.S. Route 40
- U.S. Route 67
- Illinois Route 3
- Illinois Route 4
- Illinois Route 111
- Illinois Route 140
- Illinois Route 143
- Illinois Route 157
- Illinois Route 159